# Antirrhinum charidemi
Antirrhinum charidemi är en grobladsväxtart som beskrevs av Johan Martin Christian Lange. Antirrhinum charidemi ingår i släktet lejongapssläktet, och familjen grobladsväxter. Inga underarter finns listade i Catalogue of Life.

## Bildgalleri

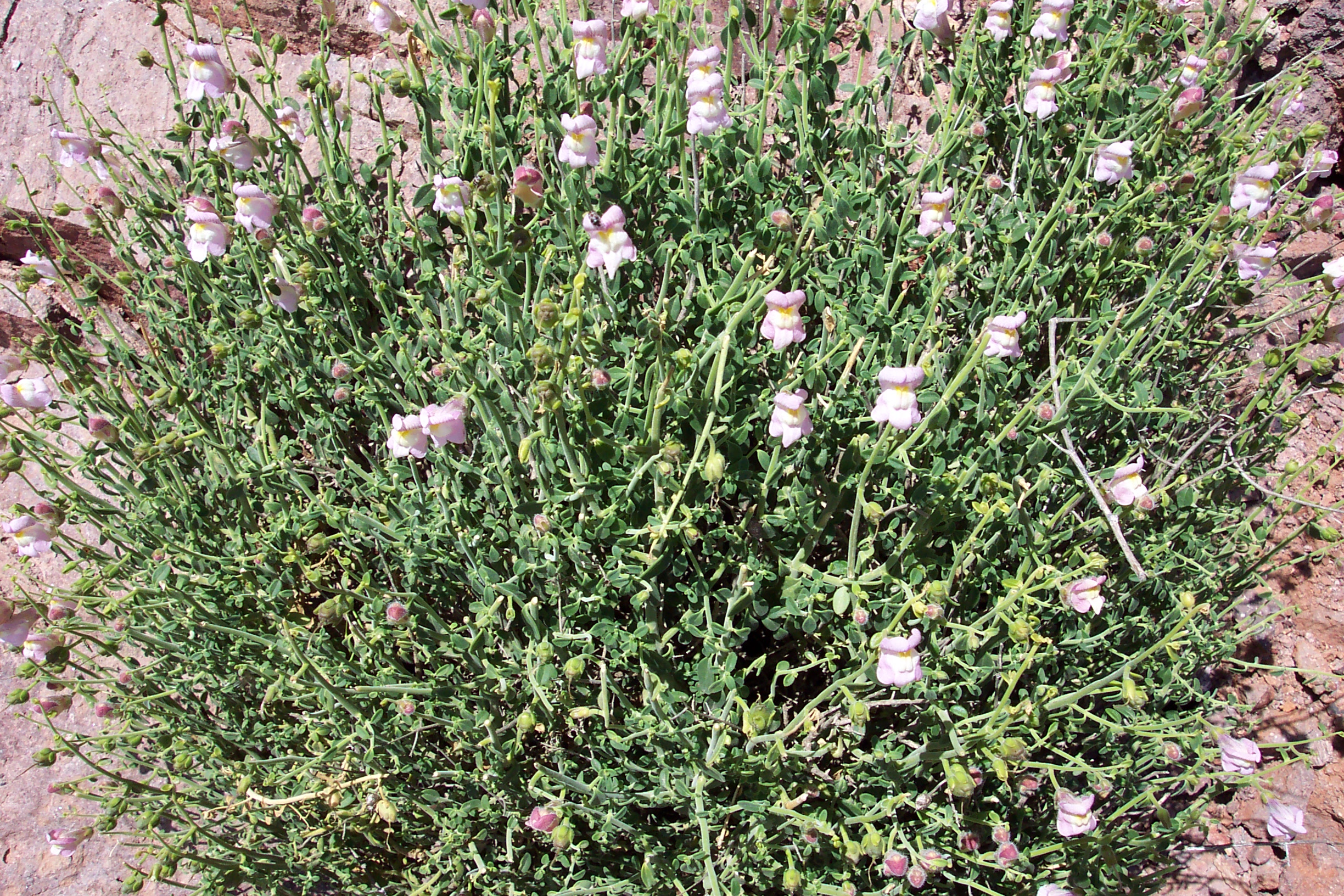
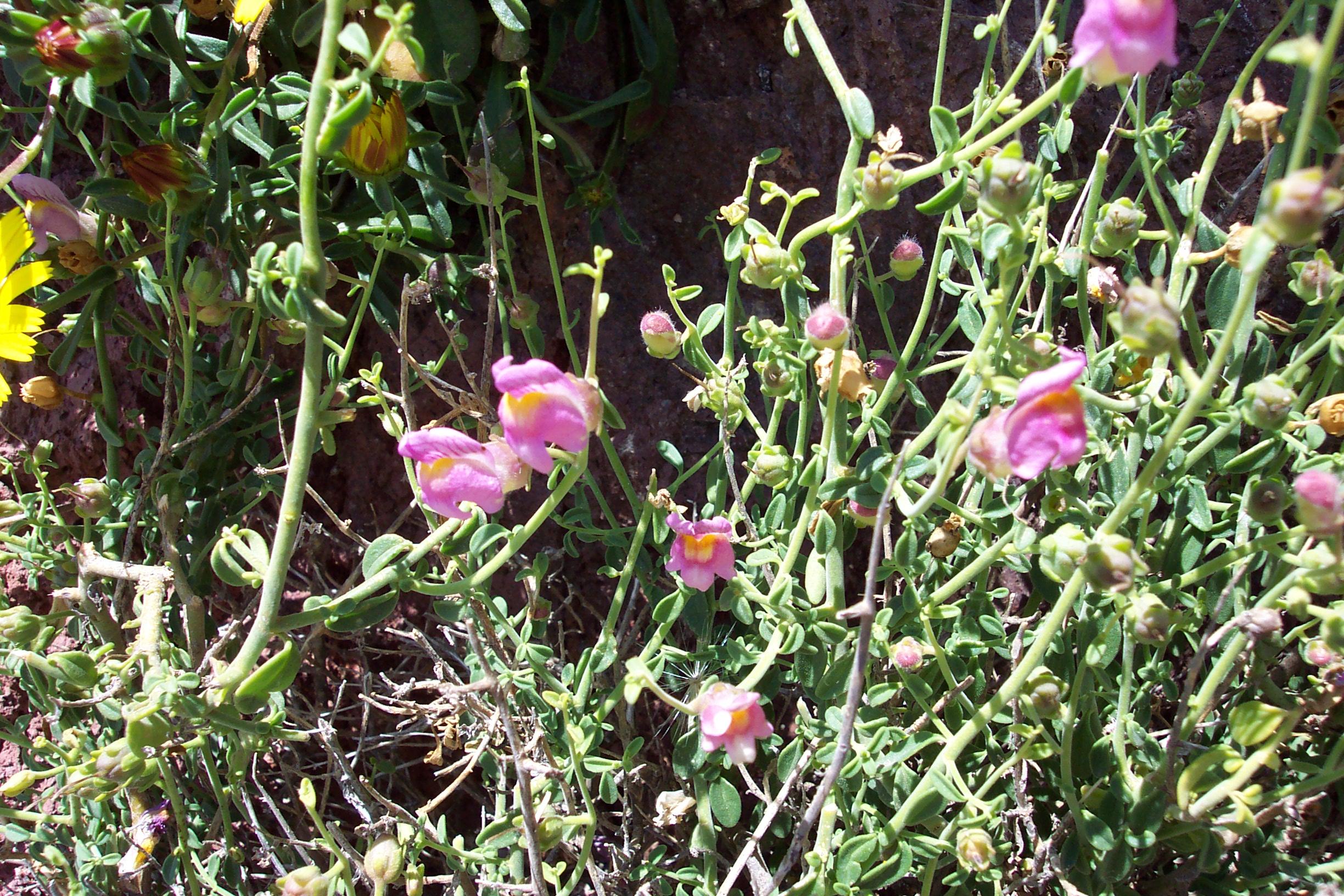
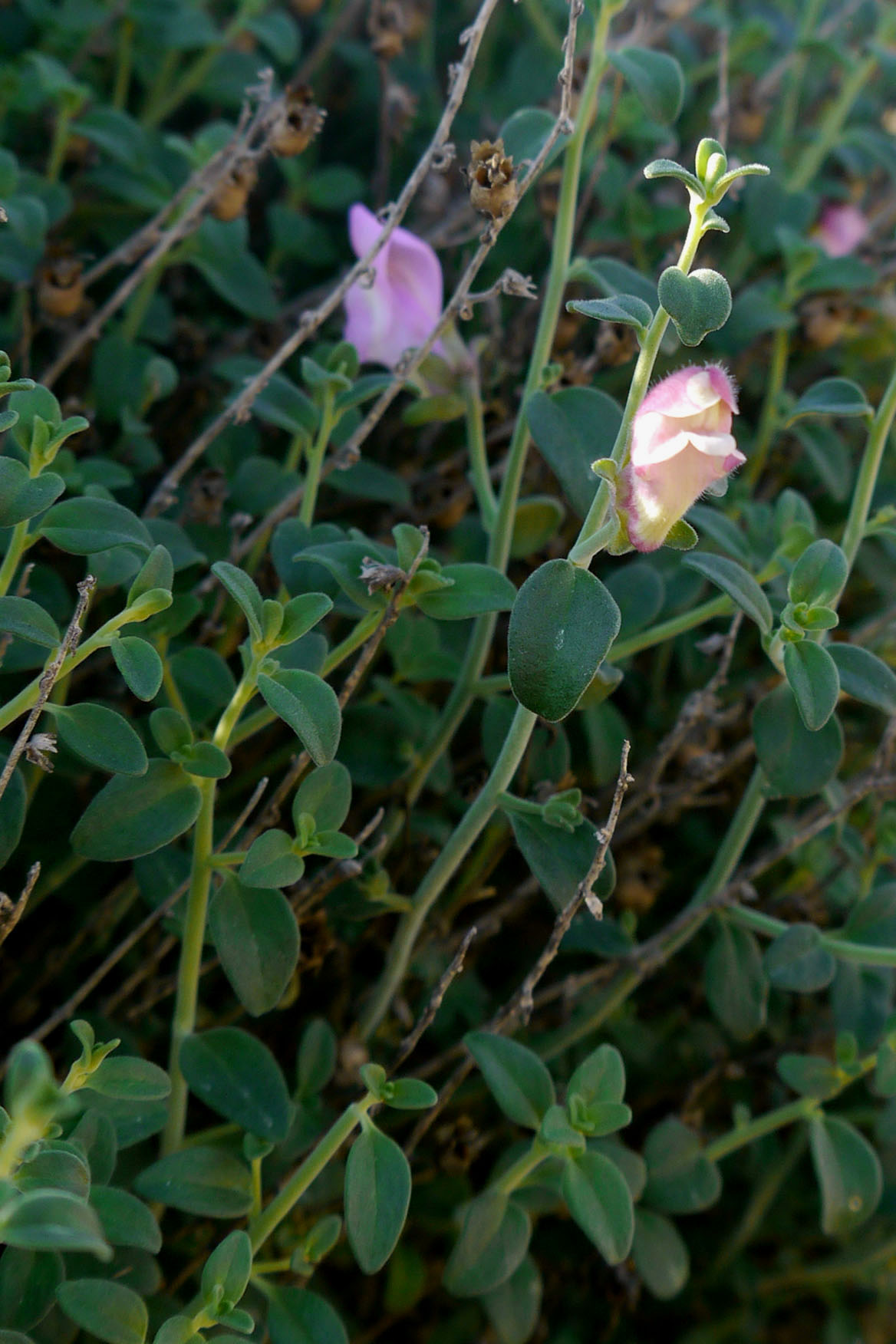
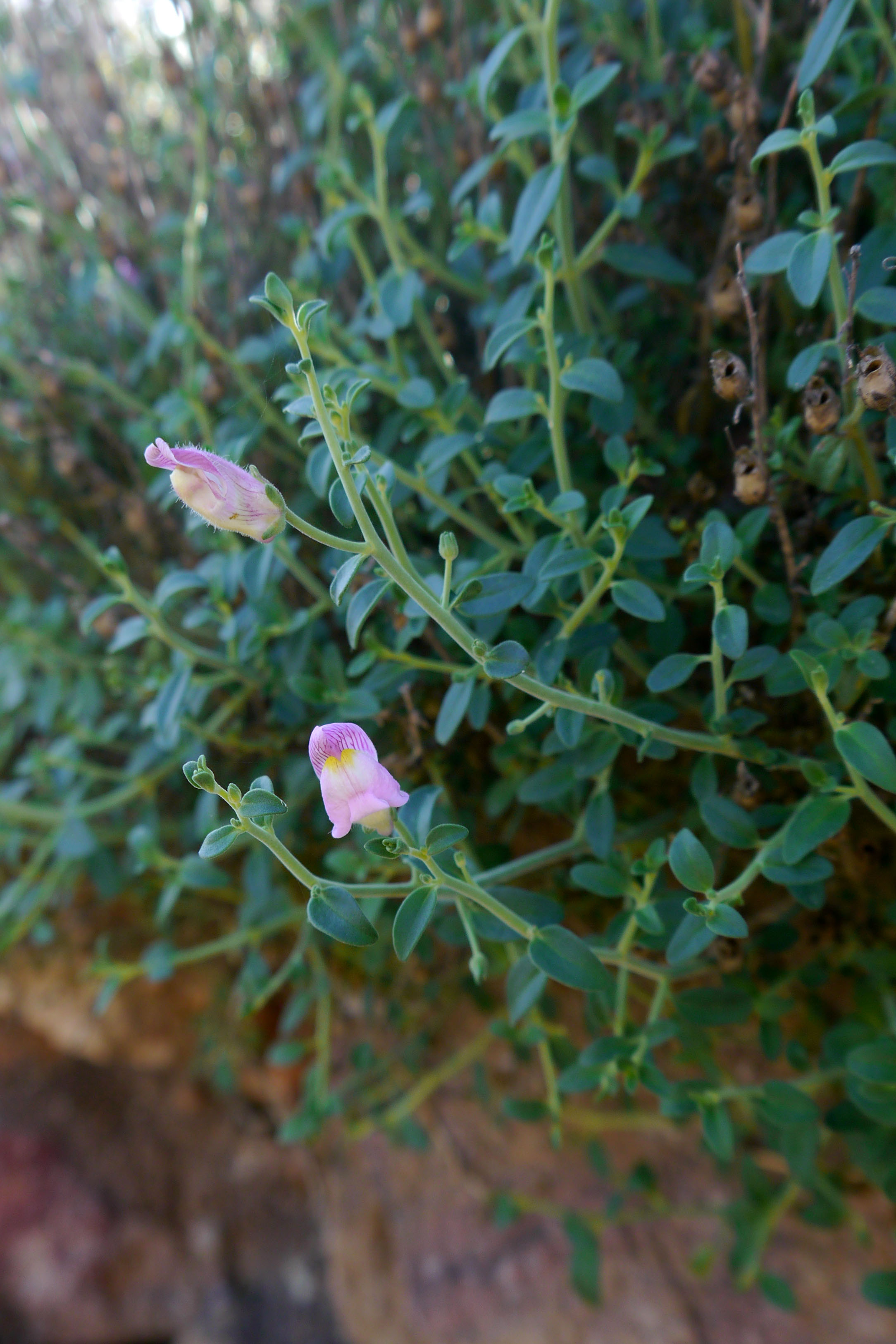
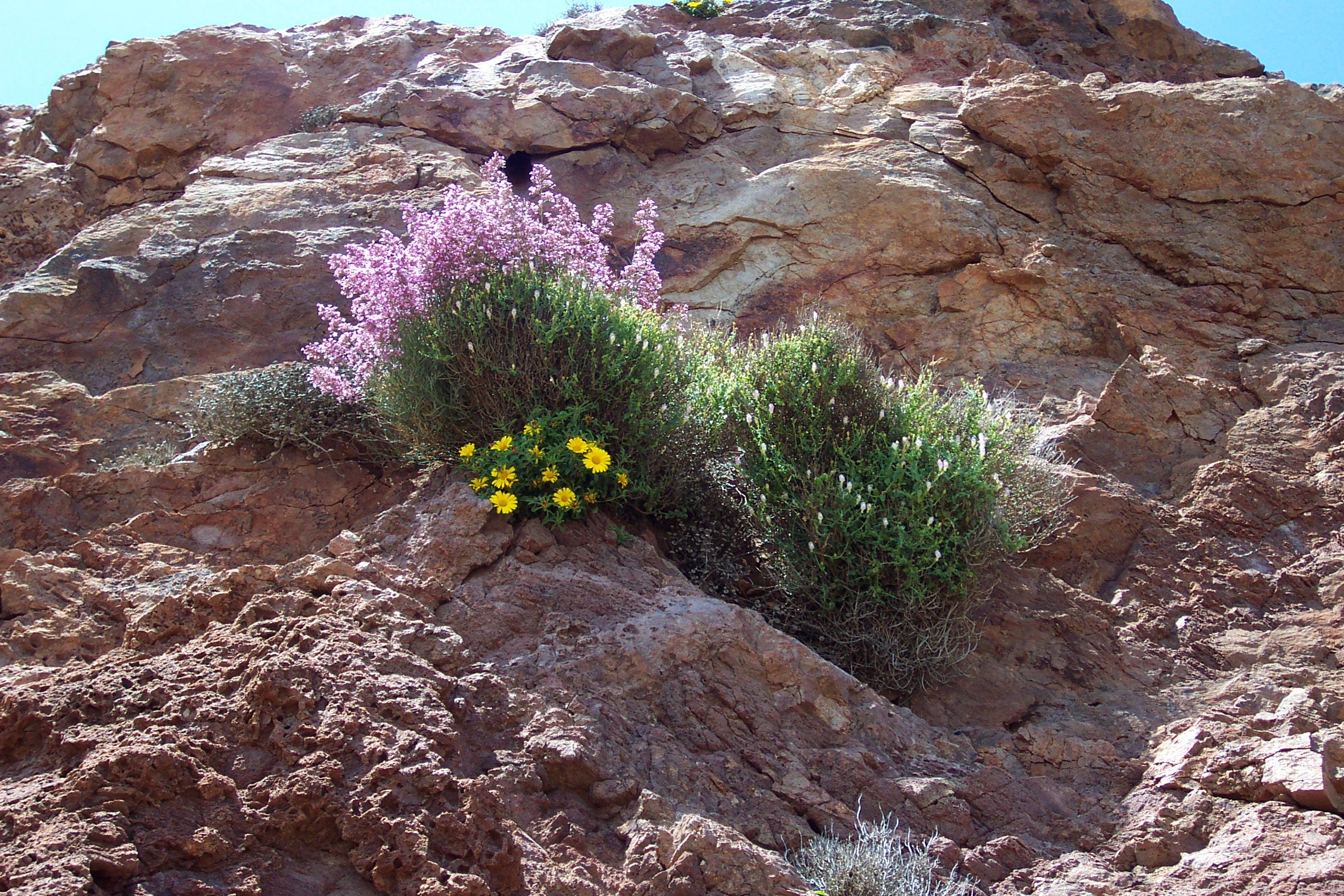